# Éléonore Percy
Éléonore Percy, duchesse de Buckingham (c. 1474 - 13 février 1530), également connue sous le nom d'Aliénor, est la fille aînée de Henry Percy, 4e comte de Northumberland et de Maud Herbert, fille de William Herbert, 1er comte de Pembroke. Éléonore Percy épouse Edward Stafford, 3e duc de Buckingham, qui est décapité en 1521, accusé de complot contre le roi Henri VIII. Par conséquent, le duché de Buckingham est confisqué et ses enfants perdent leur héritage.

## Biographie
Éléonore Percy est née vers 1474 à Leconfield, dans le Yorkshire. Le 14 décembre 1490, à environ seize ans, Éléonore épouse Edward Stafford, 3e duc de Buckingham.
Le couple a quatre enfants :
- Elizabeth Stafford (1497 - 30 novembre 1558), épouse Thomas Howard, 3e duc de Norfolk ;
- Catherine Stafford (1499 - 14 mai 1555), épouse Ralph Neville, 4e comte de Westmorland ;
- Mary Stafford, épouse George Neville, 5e baron Bergavenny ;
- Henry Stafford, 1er baron Stafford (18 septembre 1501 - 30 avril 1563), épouse Ursula Pole, fille de Margaret Plantagenêt, comtesse de Salisbury.

Le couple est présent au Camp du Drap d'Or en 1520.
Après la mort d'Edward, Éléonore se remarie à John Audley. Son deuxième mariage reste sans enfant.